# 渦巻きポンプ

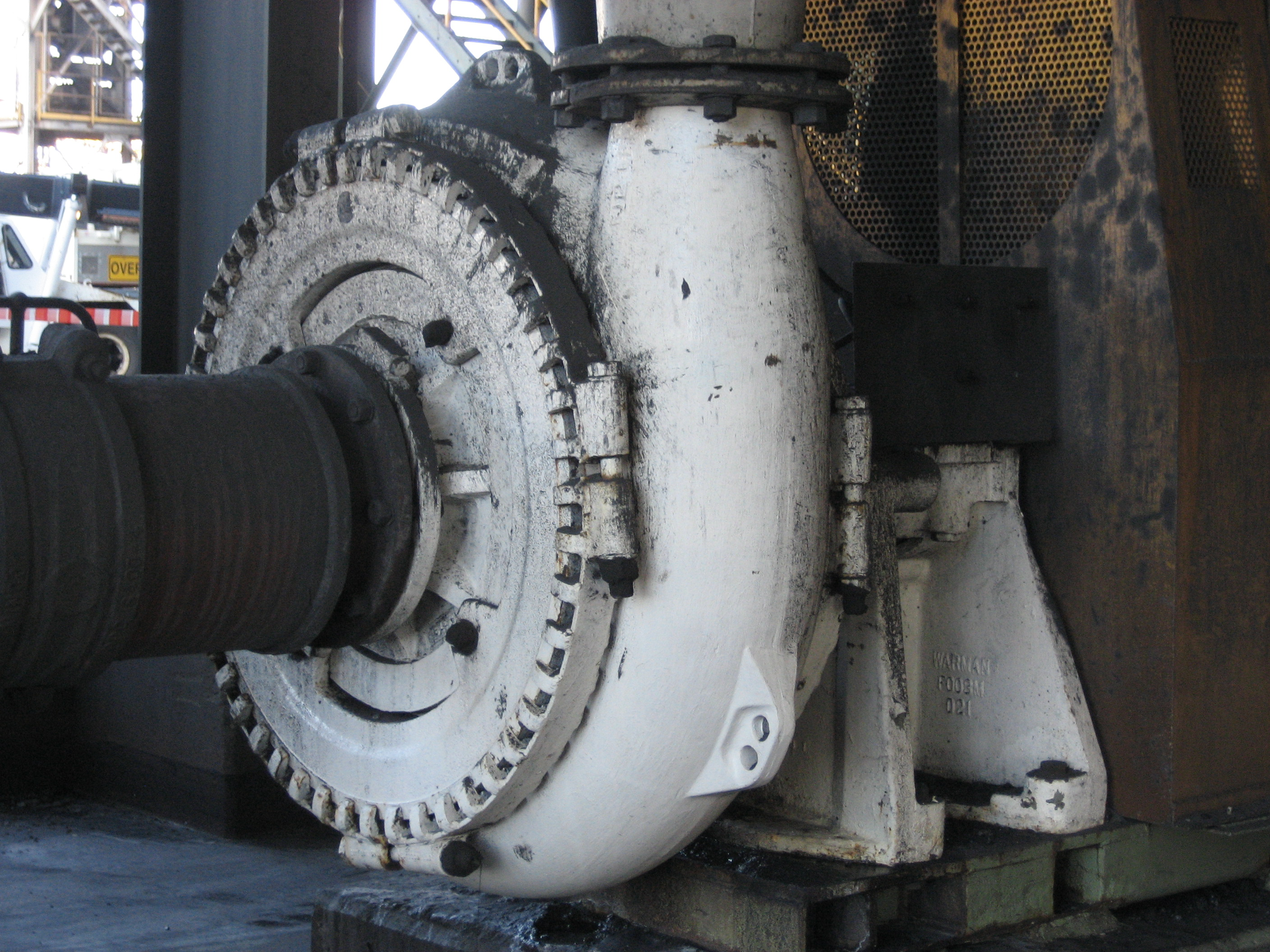
石炭工場で用いられる渦巻きポンプ。

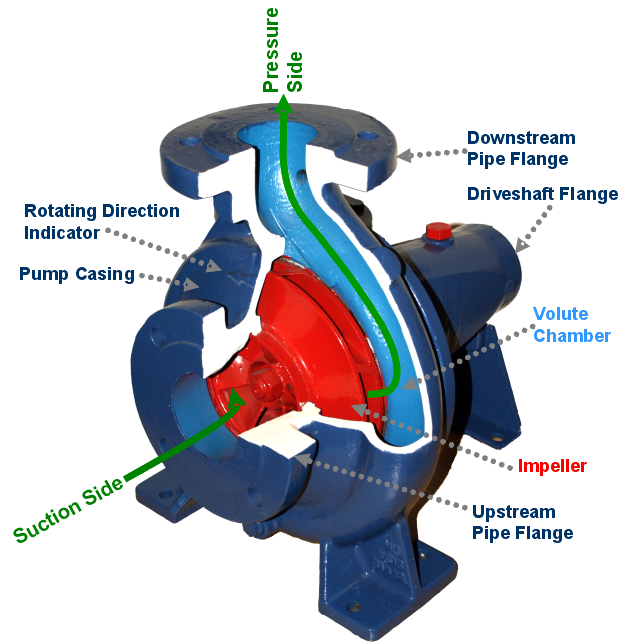
遠心ポンプの構造

うずまきポンプは、流体の圧力を高めるために羽根車（インペラー、英:impeller）の回転による遠心力を用いるポンプのこと。このような遠心力を用いたポンプを「遠心ポンプ」（Centrifugal pump）と言い、羽根の外周に渦がた室（casing）のみがあり案内羽のない形式の遠心ポンプはボリュートポンプ（Volute pump、Voluteは螺旋の意。）とも呼ばれる。対して案内羽のある形式はディフューザーポンプと呼ばれる。
羽根車に側板（shroud）とよばれる囲い板を持つ密閉型（クローズ型）と、側板を持たない開放型（オープン型）がある。